# Цициг
Цициг (лезг. ЦIицIигъ) — упразднённое село в Сулейман-Стальском районе Дагестана. На момент упразднения являлось центром Цицигского сельсовета. В 1960-е годы в плановом порядке жители села были переселены в села Ашага-Стал.

## Этимология
Название села, вероятно, произошло от слова «цицIер» («кузнечики»).

## География
Село располагалось в междуречье рек Гумарвац и Кундвац, в 1 км к юго-востоку от села Хпюк.

## История
До вхождения Дагестана в состав Российской империи селение входило в состав Кутуркюринского магала Кюринского ханства. После присоединения ханства к Российской империи числилось в Цицегском сельском обществе Кутур-Кюринского наибства Кюринского округа Дагестанской области. В 1895 году селение Цицег состояло из 64 хозяйств. По данным на 1926 год село состояло из 69 хозяйств. В административном отношении являлось центром Цицегского сельсовета Касумкентского района. До 1960-х годов в селе действовал колхоз «2-я Пятилетка». В 1962 году был принят план по переселению 40 хозяйств села в колхоз имени С.Стальского села Ашага-Стал. В 1969 году последние 2 хозяйств должны были быть переселены в колхоз.

## Население
| Численность населения | Численность населения | Численность населения | Численность населения |
| 1895                  | 1908                  | 1926                  | 1939                  |
| --------------------- | --------------------- | --------------------- | --------------------- |
| 381                   | ↘366                  | ↗374                  | ↗385                  |

По данным Всесоюзной переписи населения 1926 года, в национальной структуре населения лезгины составляли 100 %